# Кокошкин, Фёдор Фёдорович (младший)
Фёдор Фёдорович Коко́шкин (14 (26) июля 1871, Хелм — 7 (20) января 1918, Петроград) — русский правовед, один из основоположников конституционного права России, политический деятель, один из основателей Конституционно-демократической партии (Партии народной свободы). Депутат Государственной думы I созыва (1906). Государственный контролёр Временного правительства (1917).

## Семья
Происходил из древнего дворянского рода Кокошкиных. Дед — известный драматург Фёдор Фёдорович Кокошкин.
Родился 14 (26) июля 1871 года в городе Холм Люблинской губернии. Его отец, Фёдор Фёдорович (1837—1873; в роду старшим сыновьям было принято давать имя Фёдор) — комиссар по крестьянским делам в городе Холме Люблинской губернии, чиновник особых поручений при Министерстве народного просвещения по Греко-униатским делам. Он умер, когда сыну едва исполнилось два года и мать, Ольга Наумовна (урождённая Нолле), переехала с сыном во Владимир, где стала впоследствии начальницей Владимирской женской гимназии. «Ольга Наумовна была принципиальной и требовательной руководительницей, но никогда не обостряла проблемы, не шла на конфликты».
Младший брат — Владимир Фёдорович Кокошкин (1873—1926, Брюссель), адвокат, земский деятель — член Звенигородской уездной земской управы (Московская губерния). После Октябрьской революции эмигрировал. В эмиграции был председателем местного отдела Русского национального комитета.
Жена (с 1903) — Мария Филипповна Кокошкина (1878—1948). Оставила после себя воспоминания — дневники, которые вела несколько лет.
Дочь — Ирина Федоровна Кокошкина, актриса МХАТ (1924—1936), в 1937—1940 гг. — актриса Ростовского театра драмы.

## Образование
Обучался восемь лет во Владимирской гимназии, которую окончил с золотой медалью в 1889 году. Затем блестяще окончил юридический факультет Императорского Московского университета с дипломом 1-й степени (1893), представив в испытательную комиссию выпускное сочинение «„Политика“ Аристотеля». Был оставлен при университете по кафедре государственного права для приготовления к профессорскому званию. Выдержал магистерский экзамен (1897). Командирован Московским университетом для продолжения образования и завершения магистерской диссертации за границу. Работал в библиотеках и слушал лекции в Гейдельбергском, Страсбургском университетах и в Париже. В 1899 году стал магистром государственного права.

## Учёный-юрист
Свою первую научную работу «К вопросу о юридической природе государства и органов государственной власти» он опубликовал в 1896 году. С 1898 года — приват-доцент кафедры государственного права Московского университета. С 1899 года читал спецкурс о местном самоуправлении, руководил практическими занятиями студентов по государственному праву. С 1907 года читал курс лекций по истории русского государственного права, экстраординарный профессор.
В 1911 году вместе с другими либеральными преподавателями покинул университет в знак протеста против политики министра народного просвещения Л. А. Кассо.
Также преподавал историю государственного права в Московском коммерческом институте, Народном университете им. А. Л. Шанявского, Высших женских юридических курсах. Был помощником секретаря Московского юридического общества.
Внёс значительный вклад в научную разработку проблем государства и права. Как учёный-юрист поставил и разработал принципиально важный вопрос о пределах государственного вмешательства в общественную и личную жизнь граждан. При этом он постоянно подчёркивал мысль, что «внутренняя, духовная сторона человеческой жизни остается недоступной для непосредственного планомерного воздействия государственной власти». Одновременно разрабатывал такие проблемы как соотношение централизации и децентрализации, автономии и федерализма, местного самоуправления.

## Общественный деятель
С 1897 года — гласный Звенигородского уездного земства, с 1900 — Московского губернского земства. С 1903 года был членом Московской губернской управы, заведовал её экономическим отделом, ведавшим вопросами сельскохозяйственной и кустарной промышленности. Также исполнял обязанности помощника секретаря Московской городской думы и одновременно секретаря двух её комиссиях: организационной и по подготовке обязательных постановлений, председателем которых был С. А. Муромцев.

## Политик

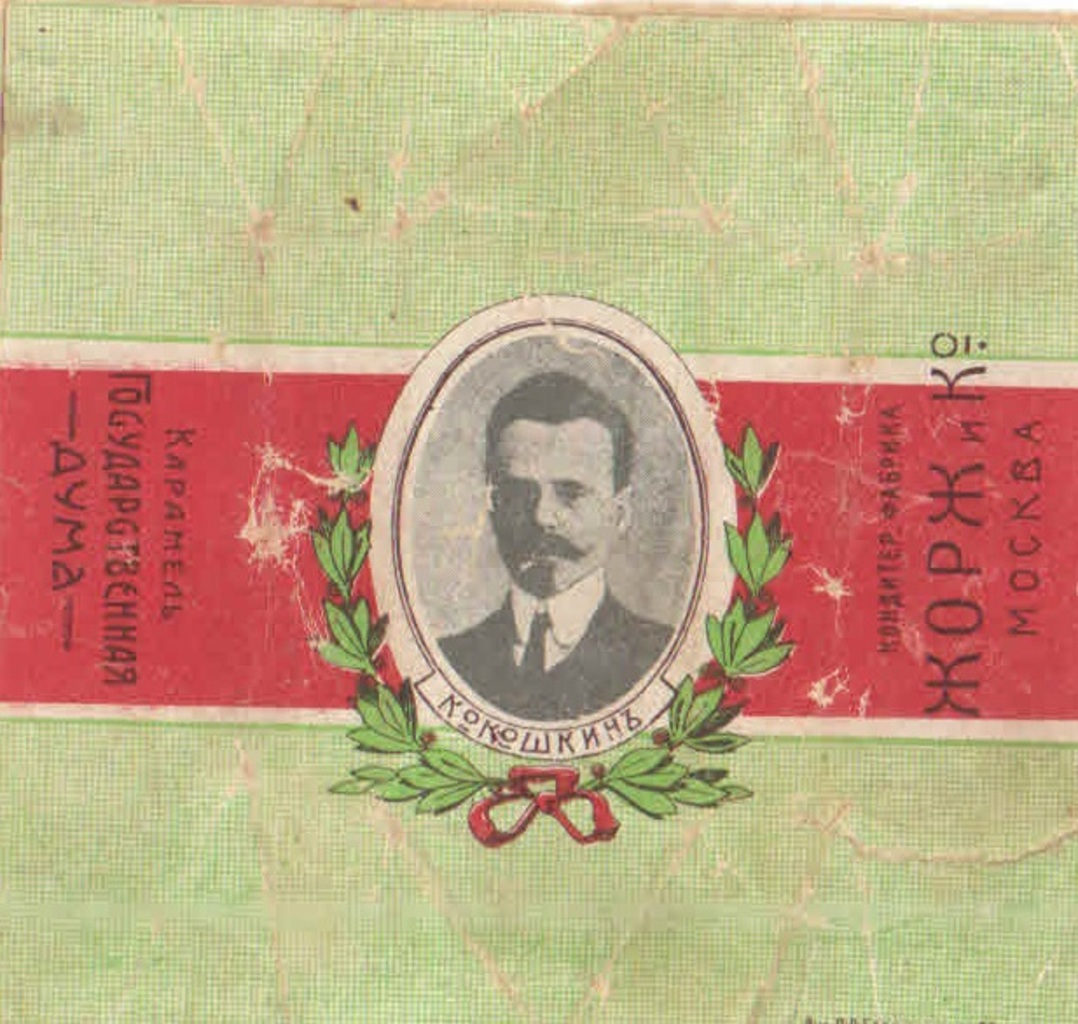
Этикетка карамели «Государственная Дума» с портретом Ф.Ф. Кокошкина

С 1903 года активно участвовал в политической деятельности, был одним из самых активных участников ряда полулегальных и нелегальных либеральных организаций: кружка «Беседа», «Союза земцев-конституционалистов» и «Союза освобождения». В 1904—1905 годах был одним из руководителей земской кампании, входил в состав организационного бюро земских съездов и руководил их работой. В 1905 году стал одним из основателей партии кадетов, членом её Центрального комитета.

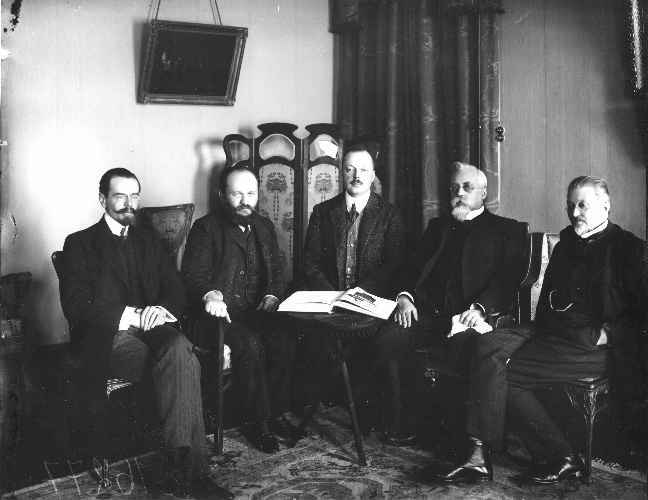
Подсудимые во время «Выборгского процесса»: (слева направо) Ф. Ф. Кокошкин, М. М. Винавер, В. Д. Набоков, председатель Думы С. А. Муромцев, И. И. Петрункевич. Декабрь 1907 г.

В 1906 года был избран членом I Государственной думы (от Москвы), а затем товарищем (заместителем) её секретаря, ближайший сотрудник председателя Думы С. А. Муромцева. От имени 151 депутата внёс на рассмотрение Думы проект основных положений закона о гражданском равенстве и выступил с его обоснованием. После роспуска Думы подписал Выборгское воззвание (был одним из его авторов и редактором) с призывом к пассивному сопротивлению властям, за что в 1908 году был приговорён к трём месяцам тюремного заключения. Как и другие «подписанты» этого документа, был лишён права баллотироваться в Государственную думу. Также вместе с некоторыми другими кадетскими депутатами I Думы был в 1907 исключён из состава Московского дворянского собрания.
С 1907 года — сотрудник газеты «Русские ведомости» (регулярно публиковал в ней статьи по самому широкому спектру проблем: о парламентаризме, национальном вопросе, о положении старообрядцев), журналов «Право» и «Русская мысль». Был одним из ведущих экспертов кадетской партии по вопросам государственного права и национальной политики.

Известный деятель кадетской партии князь В. А. Оболенский в своих мемуарах писал, что Ф. Ф. Кокошкин 

был совершенно обаятельным человеком: живой и интересный собеседник, знаток литературы и искусства, а главное — простой, добродушный и сердечный, никогда не выставлявший своего умственного превосходства, что так обычно у его людей его калибра. Ещё одна характерная его черта: болея туберкулёзом, болезнь свою он переносил чрезвычайно бодро. Умел он беречь своё здоровье так, что другим это было не заметно, был всегда жизнерадостно настроен и работал значительно больше среднего здорового человека, точно торопился по возможности больше сделать в краткий отрезок жизни, отведённый ему судьбой.

Один из лидеров кадетов М. М. Винавер так характеризовал ораторское мастерство Ф. Ф. Кокошкина: 

Я не помню оратора, который бы так мало утомлял слушателя и так легко и спокойно держал его в своей власти, не страстными порывами, не красотой фразы, а единственно и исключительно неустанным, ровным и постоянным накоплением мысли, — той интуитивно создаваемой гармонией между темпом мысли слушателя и темпом мысли оратора, которая прочнее всего связывает трибуну с аудиторией.

## Деятельность в 1917 году
После Февральской революции 1917 года — председатель (до июля 1917 года) учреждённого Временным правительством 20 марта Юридического совещания, которое решало вопросы публичного права в ходе установления нового государственного порядка. Также был назначен сенатором первого департамента. 23 мая 1917 года стал председателем Особого совещания по изготовлению проекта Положения о выборах в Учредительное собрание. Был сторонником парламентско-президентской республики, выступал против всенародного избрания её президента, считая, что это может привести к приходу к власти авторитарного лидера. Выступал за предоставление населяющим Россию народностям не территориальной, а широкой культурно-национальной автономии с одновременным осуществлением децентрализации управления и законодательства.
С мая 1917 года возглавлял Особое совещание по разработке Положения о выборах в Учредительное собрание.
Во 2-е коалиционное Временное правительство (июль — август) вошёл как государственный контролёр, был лидером кадетской группы в этом составе правительства. Во время выступления генерала Л. Г. Корнилова сложил с себя полномочия, сочувствуя его действиям. После прихода к власти большевиков активно участвовал в подготовке к выборам в Учредительное собрание, выступая на различных митингах и собраниях. Был избран членом Учредительного собрания; 27 ноября (10 декабря) 1917 г. прибыл из Москвы в Петроград для участия в открытии собрания, первоначально намечавшегося на 28 ноября (11 декабря). Друзья уговаривали его не ехать; по воспоминаниям А. А. Кизеветтера, он ответил им: «Я не могу не явиться туда, куда меня послали мои избиратели. Это значило бы для меня изменить делу всей моей жизни».

## Арест и убийство
28 ноября (11 декабря) 1917 года арестован большевиками на основании декрета Совнаркома как один из лидеров «партии врагов народа» и заключён в Петропавловскую крепость. В связи с заболеванием (туберкулёз) переведён в Мариинскую тюремную больницу вместе с А. И. Шингарёвым, где они были убиты в ночь с 6 на 7 января 1918 года.

А в половине первого пришли «они» и убили его. Пришли под предводительством солдата Басова, который брал у меня деньги, сказал, что идёт сменить караул… Часть матросов осталась на лестнице, а другие … пошли комнату Кокошкина, убили того и сейчас же ушли. Внизу швейцару сказали, что сменили караул и ушли. Растерявшиеся сиделки от страха не знали, что делать. Проснувшиеся больные подняли тревогу. Кто-то побежал вниз, сказал швейцару… Ночью все телефоны в больнице не действовали и известить никого о происшедшем из больницы не могли. Только утром, около 9 часов дали знать на квартиру Паниной— Из воспоминаний сестры А. И. Шингарёва — Александры Ивановны Шингарёвой.
Убийцы не понесли наказания.
ЦК кадетской партии принял  решение  превратить похороны Ф.Ф. Кокошкина и А.И.Шингарѐва в общественно-политическую акцию. Несмотря на протесты М.Ф. Кокошкиной, намеревавшейся увезти  тело мужа из Петрограда в Москву, было решено похоронить товарищей по партии на Никольском кладбище Александро-Невской Лавры. Мария Филипповна присутствовать на панихиде отказалась. 
Вдове Кокошкина была назначена пожизненная персональная пенсия за мужа. Большое участие в ее судьбе принял Максим Горький, хорошо знавший Кокошкина. Марии Филипповне нашли работу у Екатерины Павловны Пешковой в Лиге спасения детей.

## Память
По имени Кокошкина в 1899 году была названа платформа Кокошкино, возле которой у него было имение, от неё получили название в 1956 году дачный посёлок Кокошкино и образованное в 2005 году поселение Кокошкино.
В июле 2004 года во Владимире состоялось торжественное открытие обновлённой мемориальной доски на здании бывшей гимназии, где среди имён знаменитых выпускников появилось имя Ф. Ф. Кокошкина. Тогда же в городе состоялась научная конференция по истории либерализма на Владимирской земле, посвящённая его памяти.

## Труды
- К вопросу об юридической природе государства и органов государственной власти. — М., 1896.
- Об основаниях желательной организации народного представительства в России. — М., 1906.
- О правах национальностей и децентрализации. — М., 1906.
- Областная автономия и единство России. — М., 1906.
- Лекции по общему государственному праву. — Москва, 1912
- Об ответственном министерстве. — М., 1915.
- Республика. — Пг., 1917.
- Автономия и федерация. — Пг., 1917.
- Учредительное собрание. — Пг., 1917.